# Zygophyllaceae
Zygophyllaceae is een botanische naam, voor een familie van tweezaadlobbige planten. Een familie onder deze naam wordt universeel erkend door systemen voor plantentaxonomie, en zo ook door het APG-systeem (1998), het APG II-systeem (2003), het APG III-systeem (2009) en het APG IV-systeem (2016).
De exacte omschrijving van Zygophyllaceae heeft wijzigingen ondergaan in de verschillende versies van de APG-classificatie. APG II hield al de mogelijkheid open om het geslacht Krameria af te splitsen naar een eigen familie (Krameriaceae), en splitste definitief een groep planten af die de familie Nitrariaceae vormen (eventueel plus twee satellietfamilies). In APG III vormen Krameriaceae definitief een aparte familie naast de Zygophyllaceae.
In APG II was de familie Zygophyllaceae niet geplaatst in een orde, maar enkel in een clade (eurosids I oftewel Fabiden). De APWebsite ging wel over tot plaatsing van deze familie in de orde Zygophyllales. In het Cronquist systeem (1981) was de plaatsing in de orde Sapindales.
In APG III en APG IV vormen de zusterfamilies Zygophyllaceae en Krameriaceae gezamenlijk de nieuwe orde Zygophyllales binnen de clade Fabiden.
Het gaat om een niet al te grote familie van nog geen driehonderd soorten. Deze soorten variëren van kruiden tot kleine bomen: ze komen voor in warme, vooral droge, streken. Bekende geslachten in deze familie zijn Balanites, Fagonia, Guaiacum en Zygophyllum. De naam van het genus Zygophyllum betekent "jukbladig" en veerdelig samengestelde bladeren zijn inderdaad typerend voor de familie. Hoewel in andere classificatiesystemen gepleit is om Balanites onder te brengen in een eigen familie (Balanitaceae), wordt deze familie niet erkend door APG II, APG III en APG IV.
In het APG IV-systeem vormen de Zygophyllales mogelijk de zustergroep van de 'COM'-groep (met de Celastrales, Oxalidales en Malpighiales), hoewel deze 'COM'-groep ook op een andere plaats in het systeem geplaatst zou kunnen worden. Op grond van kern-DNA en mitochondriaal DNA krijgt deze "COM"-groep een andere plaats in het systeem dan op grond van het chloroplast-DNA.